# Rob Simonsen
Rob Simonsen (ur. 11 marca 1978 w Saint Louis) – amerykański kompozytor muzyki filmowej.

## Życiorys
Wzrastał w rodzinie muzycznej. Od najmłodszych lat uczył się gry na pianinie. Inspirował się muzyka filmową, współczesnymi utworami na orkiestrę, muzyką elektroniczną, jazzem. Studiował na Southern Oregon University, University of Oregon oraz Portland State University.
Pierwsze jego doświadczenia z komponowaniem muzyki filmowej wiążą się z niezależną produkcją Westender w reżyserii Brocka Morse'a (2003). Podczas premiery tego filmu na Seattle International Film Festival poznał kompozytora Mychaela Dannę, który zachęcił go do przeniesienia się do Los Angeles, gdzie początkowo rozpoczął pracę jako asystent kompozytora. W 2009 roku otworzył swoje własne studio.

## Twórczość

### Film
- Viral (2016)
- Stonewall (2015)
- Najlepsze najgorsze wakacje (2013)
- Cudowne tu i teraz (2013)
- Nauczycielka angielskiego (2013)
- Życie Pi (2012)
- Girl Most Likely (2012)
- Przyjaciel do końca świata (2012)
- The Final Member (2012)
- LOL: Laughing Out Loud (2012)
- Moneyball (2011)
- The Brooklyn Brothers Beat the Best (2011)
- All Good Things (2010)
- 500 dni miłości (2009, wspólnie z Mychaelem Danną)
- Parnassus: Człowiek, który oszukał diabła (2009)
- Hotelowa miłość (2008, wspólnie z Mychaelem Danną)
- Stone of Destiny (2008)
- Na fali (2007)
- Samotne serca (2006)
- Eve and the Fire Horse (2005)
- Two Fisted (2004)
- Westender (2003)
- The Way Back (2020)

### Telewizja
- Zaprzysiężeni (2010-2013)
- Battleground (2012)
- Dollhouse (2009-2010)

### Reklama telewizyjna
- iPhone 5 (2013)[3]